# Chata pod Inovcom
Chata pod Inovcom (też: Inovecká chata, pol. schronisko pod Inowcem; 790 m n.p.m.) – całoroczne schronisko turystyczne w masywie Inowca w Górach Inowieckich na Słowacji. Adres: Inovecká chata, č. 410, Trenčianske Jastrabie 913 22.

## Położenie
Schronisko znajduje się w północnej części Gór Inowieckich. Leży na północno-wschodnich stokach najwyższego szczytu tej grupy górskiej, Inowca, praktycznie na samym głównym grzbiecie Gór Inowieckich. Zbudowano je ok. 250 m poniżej wierzchołka Inowca.

## Historia
Według dostępnych informacji pierwsze schronisko górskie wzniesiono w tym miejscu w 1921 r. Obiekt jednak nie spełniał dobrze swoich funkcji i dlatego został przebudowany w 1931 r. Był to w tym czasie niewielki, drewniany budynek na kamiennej podmurówce, jednokondygnacyjny z mieszkalnym poddaszem i otwartą werandą od frontu. Kilkanaście lat później, w 1944 r., podczas słowackiego powstania narodowego, obiekt został spalony przez Niemców. Odbudowany został w 1947 r., w postaci drewnianego budynku, piętrowego z sypialnym poddaszem i małą werandą frontową. Już w latach 50. XX wieku został rozbudowany, m.in. poprzez dobudowanie od frontu murowanej sali restauracyjnej od frontu. W latach 2009–2011 obiekt przeszła kolejną gruntowną rozbudowę i modernizację.

## Charakterystyka
Schronisko pod Inowcem ma obecnie charakter bardziej całorocznego hotelu górskiego niż górskiego schroniska turystycznego. Jest otwarte dla pasantów od 9.00 do 17.00 (w soboty i niedziele do 19.00). Obiekt dysponuje 67 miejscami noclegowymi (z tego 31 w głównym budynku, 12 w nowym budynku i 24 miejsca w trzech osobnych chatkach) i słynie z dobrej kuchni. Prowadzi do niego wąska, asfaltowa droga z miejscowości Trenčianske Jastrabie, dostępna dla pojazdów gości hotelowych. Dysponuje m.in. sauną, placem zabaw dla dzieci, sztuczną ścianką wspinaczkową.